# Perméabilité (matériau)
Pour les articles homonymes, voir Perméabilité.
La perméabilité d'un milieu poreux mesure son aptitude à se laisser traverser par un fluide sous l'effet d'un gradient de pression ou d'un champ de gravité. Cette quantité est liée à la loi de Darcy. L'absence de perméabilité s'appelle l'imperméabilité.
La perméabilité, parfois appelée perméabilité intrinsèque, notée {\displaystyle k} et mesurée en m2, ne doit pas être confondue avec la conductivité hydraulique souvent appelée coefficient de perméabilité, noté {\displaystyle K} et mesuré en m/s.

## Définitions

### Hypothèses de définition
Une hypothèse sous-jacente à la définition est que l'écoulement dans le milieu est un écoulement en régime de Stokes. Cette hypothèse est utilisée pour établir l'équation de Darcy à partir de la description de la porosité par la méthode de prise de moyenne volumique ou par homogénéisation. La perméabilité est une propriété du milieu et donc indépendante du fluide qui le traverse, liquide ou gaz. Ceci est à nuancer par le fait que des phénomènes physiques spécifiques aux gaz peuvent apparaître dans les milieux à faible porosité, phénomènes décrits par l'équation de Darcy-Klinkenberg. De la même façon la viscosité d'un liquide pourra jouer pour des débits importants, ceci dépendant du nombre de Reynolds formé avec la dimension caractéristique de la porosité. Cette correction à la loi de Darcy est contenue dans la loi de Darcy-Forchheimer.

### Définition pour un matériau isotrope
Pour un matériau poreux isotrope traversé par un écoulement le coefficient de perméabilité k est une valeur scalaire définie à partir de la loi de Darcy donnant le débit massique q ou la vitesse moyenne dans le milieu V f (vitesse de filtration) d'un fluide de masse volumique ρ, de viscosité cinématique ν sous l'influence d'un gradient de pression ∇ p et d'un champ gravitationnel g :
{\displaystyle \mathbf {q} =\rho \mathbf {V_{f}} =-{\frac {k}{\nu }}(\mathbf {\nabla } p-\rho \,\mathbf {g} )}
k a la dimension d'une surface. L'unité standard de perméabilité est donc le m2.
Pour un matériau isotrope mais non homogène à l'échelle de la porosité le coefficient de perméabilité est une distribution statistique dont on ne retient généralement que la moyenne.

### Définition générale
Pour un matériau homogène mais non isotrope, le coefficient de perméabilité est un tenseur défini par la même équation que ci-dessus. Par exemple pour un milieu stratifié isotrope transverse le tenseur de perméabilité s'écrira (axe z perpendiculaire aux strates) :
{\displaystyle {\mathsf {k}}={\begin{pmatrix}k_{//}&0&0\\0&k_{//}&0\\0&0&k_{\perp }\\\end{pmatrix}}}
Dans le cas général la perméabilité d'un milieu est décrite par 5 paramètres : 3 coefficients de perméabilité et 2 angles pour l'orientation de ce milieu par rapport aux axes propres du matériau.

### Conductivité hydraulique
Dans le domaine hydraulique où le gradient de pression est négligeable q, Vf et g sont alignés et cette expression s'écrit sous forme scalaire:
{\displaystyle q=\rho V_{f}={\frac {k}{\nu }}\,\rho \,g=\rho K}
Cette expression définit la conductivité hydraulique K (la vitesse de filtration).

### Une unité non standard: le darcy
Le darcy (symbole D) est défini comme la perméabilité d'un milieu dans lequel un fluide d'une viscosité de 1 centipoise (eau à 20 °C), soumis à un gradient de pression de 1 atm, s'écoule à la vitesse de 1 cm.s-1. Compte tenu de la définition de l'unité atmosphère p0 = 1.01325 × 105 Pa et de la conversion des autres unités (cm, centipoise) on a :
{\displaystyle \scriptstyle 1D~=~{\frac {10^{-3}\times 10^{-2}\times 10^{-2}}{1.01325\times 10^{5}}}~m^{2}~=~0.9869...\times 10^{-12}~m^{2}~\simeq ~1~\mu m^{2}}
Le darcy n'est plus utilisé majoritairement que dans le secteur pétrolier. Son usage se raréfie dans la communauté scientifique au profit du S.I. (m²).

## Perméabilité des roches
Les géologues et géomorphologues distinguent dans les roches la perméabilité de fissure et la perméabilité de  pore. La première « est liée au fait que les roches présentent des discontinuités (en) à toutes les échelles héritées de leur mode de mise en place et de leur passé tectonique. À l'échelle macroscopique, on parlera de « macro-fissuration » : joints de stratification (dans le cas de roches sédimentaires), plans de schistosité et de foliation (dans le cas de roches métamorphiques), diaclases, failles et zones de broyage. Ces discontinuités sont autant de plans de faiblesse le long desquels les différents processus de fragmentation mécanique et d'altération chimique des roches vont pouvoir agir. À l'échelle microscopique (microfissuration), on observe aussi des plans de clivages de certains minéraux comme la structure lamellaire des micas, ou des microfissures parcourant des grains de quartz. La perméabilité de pore (qui correspond à des vides intergranulaires) va essentiellement jouer à une échelle très fine, celle de la taille des cristaux au sein de microsystèmes de contact (dans le cas de roches polyminérales, métamorphiques), ou du degré de cimentation (dans le cas de roches sédimentaires) ».

## Mesures
La mesure s'effectue par un perméamètre. Ce terme générique décrit divers appareils destinés à la mesure des gaz ou des liquides, pour chaque fluide dans une gamme de perméabilité donnée, mesure effectuée au laboratoire ou in situ (mesure géologique). Dans tous les cas on mesure ou impose la pression et on mesure le débit.

## Calculs

Microtomographie d'un composite Ti_{2}AlC / Al.

Le calcul repose sur la connaissance ou la modélisation de la porosité.
On peut modéliser le problème en ramenant celui-ci à des problèmes dont on connait la solution analytique :
- porosités cylindriques en parallèle et utilisation de la loi de Poiseuille,
- ensemble de sphères auxquelles on applique la loi de Stokes.

On choisit les paramètres (taille, espacement) de manière à respecter la connaissance que l'on a par ailleurs, généralement la porosité. On obtient ainsi loi de Kozeny-Carman ou celle d'Ergün.
Plus récemment les techniques de microtomographie ont permis de restituer la géométrie exacte du milieu et par suite d'effectuer un calcul exact de la perméabilité. Ce calcul est effectué sur diverses boites définies dans le matériau et permettent d'avoir accès à la distribution statistique de cette propriété,. De plus cette méthode permet de calculer la porosité bien sûr, mais aussi d'autres paramètres comme la conductivité thermique apparente par conduction mais aussi rayonnement.

## Quelques valeurs représentatives
Les sols ont des coefficients de perméabilité allant de 10-4 pour des sables jusqu'à 10-20 m2 pour certaines argiles.